# Carl Friedrich Alexander Bosch
Carl Friedrich Alexander Bosch (* 16. September 1843 in Albeck; † 22. Dezember 1904 in Köln) war Kaufmann, Vorsitzender des Kaufmännischen Vereins, Mitbegründer der Handelshochschule und Stadtrat in Köln. Er gründete mit seinem Schwager Gustav Haag die Großhandlung mit Werkstatt Bosch & Haag in Köln. Er war der achtzehn Jahre ältere Bruder von Robert Bosch und der Vater von Carl Bosch.

## Familie

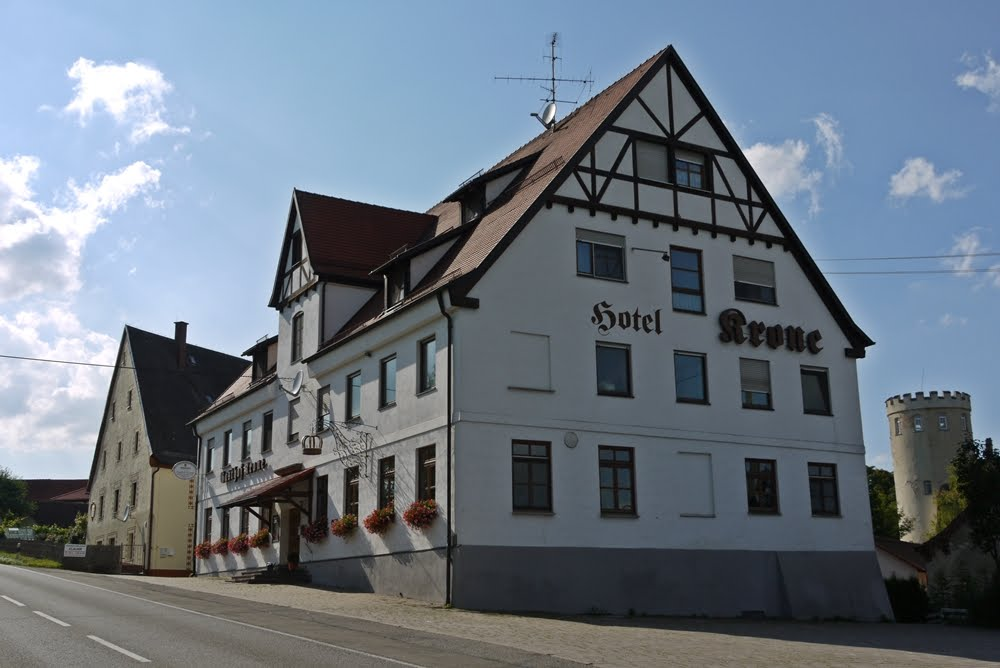
Wirtschaft „Zur Krone“ in Albeck, Geburtsort von Carl Friedrich Alexander Bosch

Carl Friedrich Bosch wurde am 16. September 1843 als Sohn des Albecker Kronenwirtes Servatius Bosch (1816–1880) und Marie Margarethe Bosch, geb. Dölle (1818–1898) in eine schwäbische Bauernfamilie hineingeboren. Die schon seit 800 Jahren in der Geschichte der Schwäbischen Alb genannte Wirtschaft „zur Krone“ befand sich von 1736 bis 1869 im Besitz der Familie Bosch. Zu Carl Friedrich Boschs weiteren elf Geschwistern zählt der berühmte Stuttgarter Unternehmer und Zündkerzenfabrikant Robert Bosch, welcher am 23. März 1861 das Licht der Welt erblickte. Die Geschwister wuchsen alle in Albeck auf.

## Ausbildung
Carl Friedrich besuchte die Realschule in Ulm. Laut seines Bruders Robert Bosch war Carl Friedrich dort immer der Beste. In seinen „Jugenderinnerungen“ berichtet Robert Bosch auch über die technische Begabung seines Bruders. Anschließend an seinen Schulabschluss absolvierte Carl eine kaufmännische Ausbildung in der Ulmer Tuchhandlung Wanner. Um seine Kenntnisse und Fertigkeiten zu verbessern, verbrachte er ein Jahr in Marseille.

## Beruflicher Werdegang
1868, im Alter von 25 Jahren, ließ sich Carl Friedrich Bosch in Köln nieder. Als gelernter Kaufmann gründete er zusammen mit seinem Schwager Gustav Haag das Unternehmen Bosch & Haag in Köln, eine Großhandlung für Gas- und Wasser-Installationsbedarf, die später 75 Angestellte beschäftigte. Zwanzig Jahre nach Gründung des Unternehmens wurde er schließlich Alleininhaber und führte sie nun unter der Firma Carl Bosch, vormals Bosch & Haag, Fabrik und Großhandlung für Gas- und Wasserleitungsartikel.
Neben seiner Tätigkeit als Geschäftsführer widmete sich Bosch den Interessen des Kaufmannsstands. Als Mitglied der Handelskammer und Kurator der Handelsschule erwarb er sich besonderes Ansehen. Er engagierte sich für die Förderung des kaufmännischen Nachwuchses und für die Sonntagsruhe der Handlungsgehilfen. Des Weiteren sorgte er für die Gründung des Kölner Kaufmännischen Vereins, der Kaufmännischen Abendschule sowie der Handelshochschule Köln und zählte zu den Honoratioren des Kölner Kaufmannsstands.

## Ehe und Kinder
Am 2. April 1872 heiratete er Paula Liebst, die Tochter des Kölner Hotelbesitzers Julius Emil Liebst und der Maria Adolph. Sie wohnten in der Alexianerstraße 7 in Köln. Bereits zwei Jahre nach der Eheschließung wurde der erste Sohn, Carl Bosch, geboren. Vier weitere Jungen (Emil, Herrmann, Robert, Hans) und ein Mädchen (Paula) folgten.
Kurze Zeit später zog die kinderreiche Familie in ein mehrstöckiges Haus in der Rubensstraße 30 in Köln. Vater Bosch, als großer Naturfreund und Blumenliebhaber, führte seine Familie oft zu Spaziergängen auf die nahen Felder und in den Wald. Einer seiner besonderen Erziehungsgrundsätze sah vor, die Kinder nicht zu bestrafen, sondern sie zu belehren und zu überzeugen. Wenn sie einen Fehler begangen hatten, erklärte er ihnen mit unendlicher Geduld, wie es wiedergutzumachen sei.